# Amabile
Amabile is een Italiaanse muziekterm met betrekking tot de voordrachtswijze waarmee een stuk of passage uitgevoerd dient te worden. Men kan de term vertalen als aimabel of plezierig. Dit betekent dus dat, als deze aanwijzing wordt gegeven, men een vriendelijk karakter tot uitdrukking moet laten komen. In principe heeft de aanwijzing als voordrachtsaanwijzing geen invloed op het te spelen tempo of dynamiek, maar subtiele wijzigingen hierin kunnen voorkomen bij de uitvoering van de aanwijzing. Het komt tevens vaak voor dat aparte aanwijzingen gegeven worden voor tempo en dynamiek.